# منطقه ۸ شهرداری تبریز
شهر تبریز به ۱۰ منطقه شهرداری تقسیم شده است. منطقه ۸ شهرداری تبریز با مساحتی بالغ بر ۳٫۸۸ کیلومتر مربع جمعیتی در حدود ۳۰ هزار نفر در مرکز تبریز واقع شده است.

## تغییرات جمعیتی
منطقهٔ ۸ (مرکز) تبریز یکی از مناطق ده‌گانهٔ شهرداری تبریز است. تغییرات جمعیت این منطقه براساس سرشماری‌های اخیر مرکز آمار ایران به شرح زیر است:
| نام منطقه            | جمعیت (۱۳۸۵) | جمعیت (۱۳۹۰) | جمعیت (۱۳۹۵) |
| -------------------- | ------------ | ------------ | ------------ |
| منطقهٔ ۸ (مرکز) تبریز | ۱۷٬۰۷۰       | ۲۸٬۷۰۰       | ۲۹٬۳۸۴       |

## محله های منطقه ۸ تبریز
محله‌های اصلی مرکز تبریز (منطقهٔ ۸) عبارتند از:
1. بازار
2. بالاحمام
3. تربیت
4. خاقانی
5. راست‌کوچه (راسته‌کوچه)
6. مقصودیه

## ادارات و سازمان ها
ادارات و سازمان‌های دولتی واقع در مرکز تبریز (منطقهٔ ۸) عبارتند از:
1. اتاق بازرگانی، صنایع و معادن تبریز
2. ادارهٔ کل امور اقتصادی و دارایی استان
3. ادارهٔ کل ثبت احوال استان
4. ادارهٔ کل ثبت اسناد و املاک استان
5. ادارهٔ کل حمل و نقل و پایانه‌های استان
6. ادارهٔ کل دخانیات استان
7. استانداری آذربایجان شرقی
8. سازمان آتش‌نشانی و خدمات ایمنی
9. سازمان حمل و نقل و ترافیک
10. شرکت برق منطقه‌ای آذربایجان
11. شرکت عمران و توسعهٔ آذربایجان
12. فرمانداری تبریز
13. فرماندهی نیروی انتظامی استان

## تاریخچه

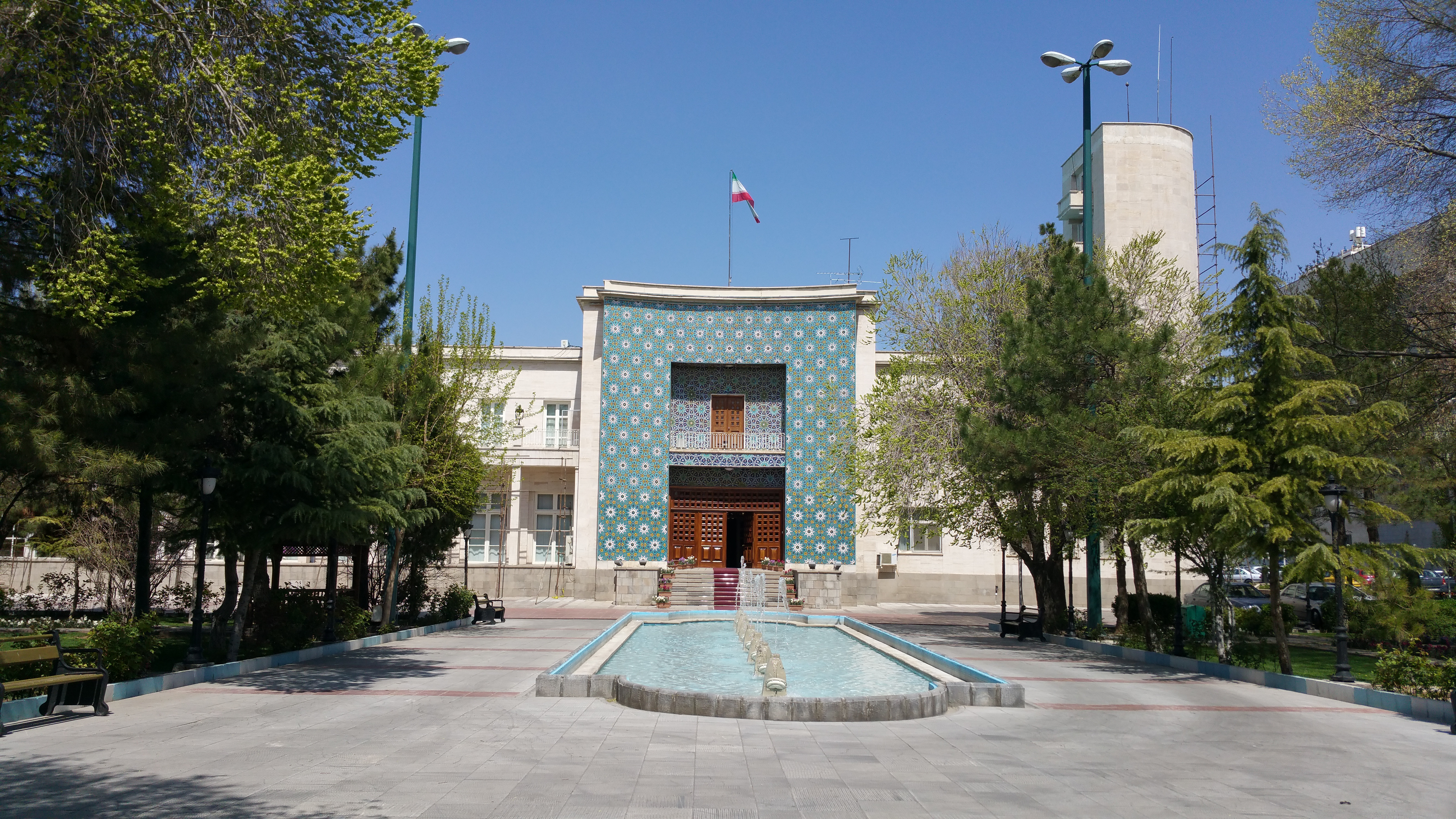
استانداری آذربایجان شرقی

منطقه هشت، مهم‌ترین آثار تاریخی و باستانی شهر تبریز، همانند بازار تبریز، مسجد کبود، مسجد جامع تبریز، ارگ تبریز، کاخ شهرداری تبریز و ... را در خود جای داده است. محله‌های قدیمی شهر تبریز همانند «راسته‌کوچه»، «چهارمنار»، «سنجران»، «میارمیار»، «دوه‌چی»، «سرخاب»، ایچری‌ارمنستان و نیز همهٔ دروازه‌های تاریخی شهر تبریز، شامل «دمیرقاپی»، «درب باغمیشه»، «درب سرخاب»، «درب دوه‌چی»، «درب استانبول»، «درب گجیل»، «قالاقاپوسی»، «درب نوبر» و «درب خیابان» در این منطقه ساخته شده‌اند. ولی بر اثر حوادث طبیعی، تنها درب خیابان سالم باقی مانده است و بقیهٔ درب‌ها به طور کلی ویران شده‌اند و هم‌اکنون اثری از آن‌ها برجای نمانده است.
همچنین، محله‌های ثروتمندنشین شهر تبریز که اشراف و بزرگان شهر در آن‌ها سکونت داشته‌اند و دارند، در این منطقه واقع شده‌اند. از میان این محله‌ها می‌توان به کوی امام جمعه، کوی اسلامیه، کوی انگج، کوچه حرمخانه، کوی عین‌الدوله، کوی کرباسی، کوی کلکته‌چی، کوی مجتهد، کوی مجیدالملک، کوی مسجد جامع، کوی میارمیار و کوی ارمنستان اشاره کرد.
برطبق شواهد، درگذشته ایپک‌یولی (راه ابریشم) از این منطقه عبور می‌کرده است و باعث رونق تبریز بوده است. مهم‌ترین کلیساهای ارامنهٔ آذربایجان، همچون کلیساهای «مریم مقدس»، «سن‌ونسان»، «کاتولیک‌ها» و ... در این منطقه واقع شده‌اند. مهم‌ترین موزه‌های استان آذربایجان شرقی و شهر تبریز، همانند «موزه آذربایجان»، «موزه مشروطه»، «موزه قرآن و کتابت»، «موزه فرش» و «موزه ارامنه» نیز در این منطقه واقع شده‌اند.

## نگارخانه

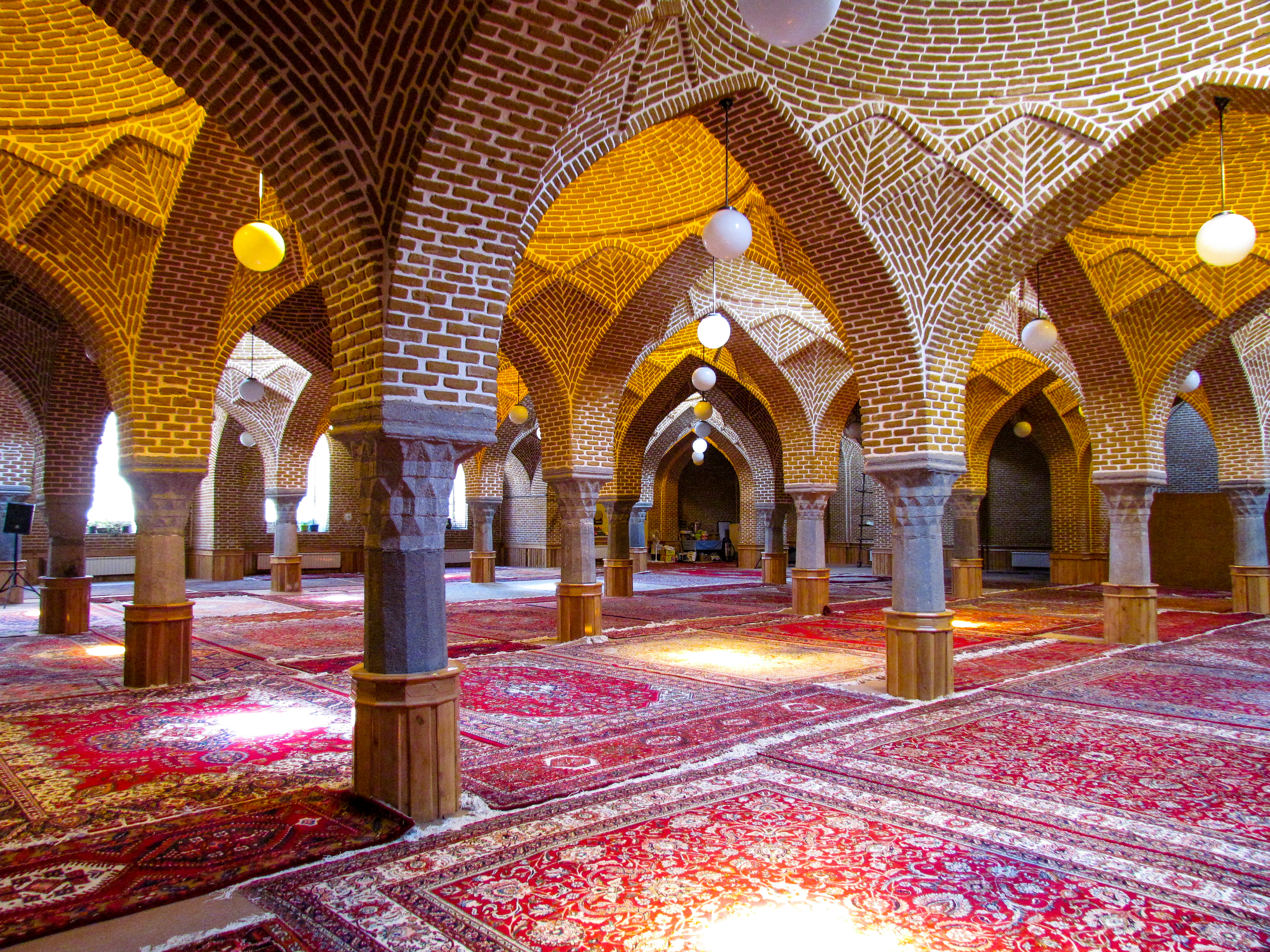
مسجد جامع تبریز
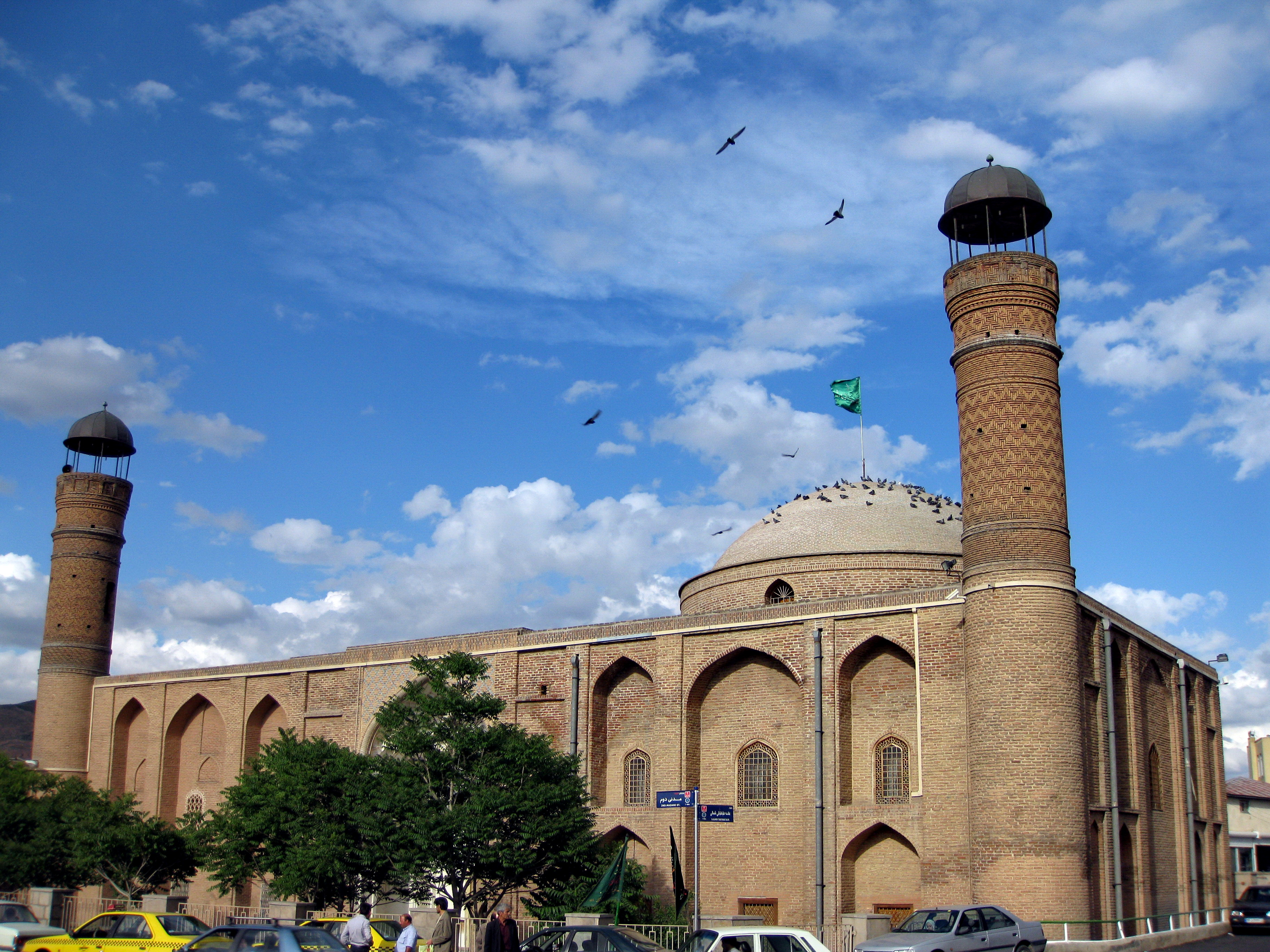
مسجد صاحب‌الامر (موزهٔ قرآن و کتابت)
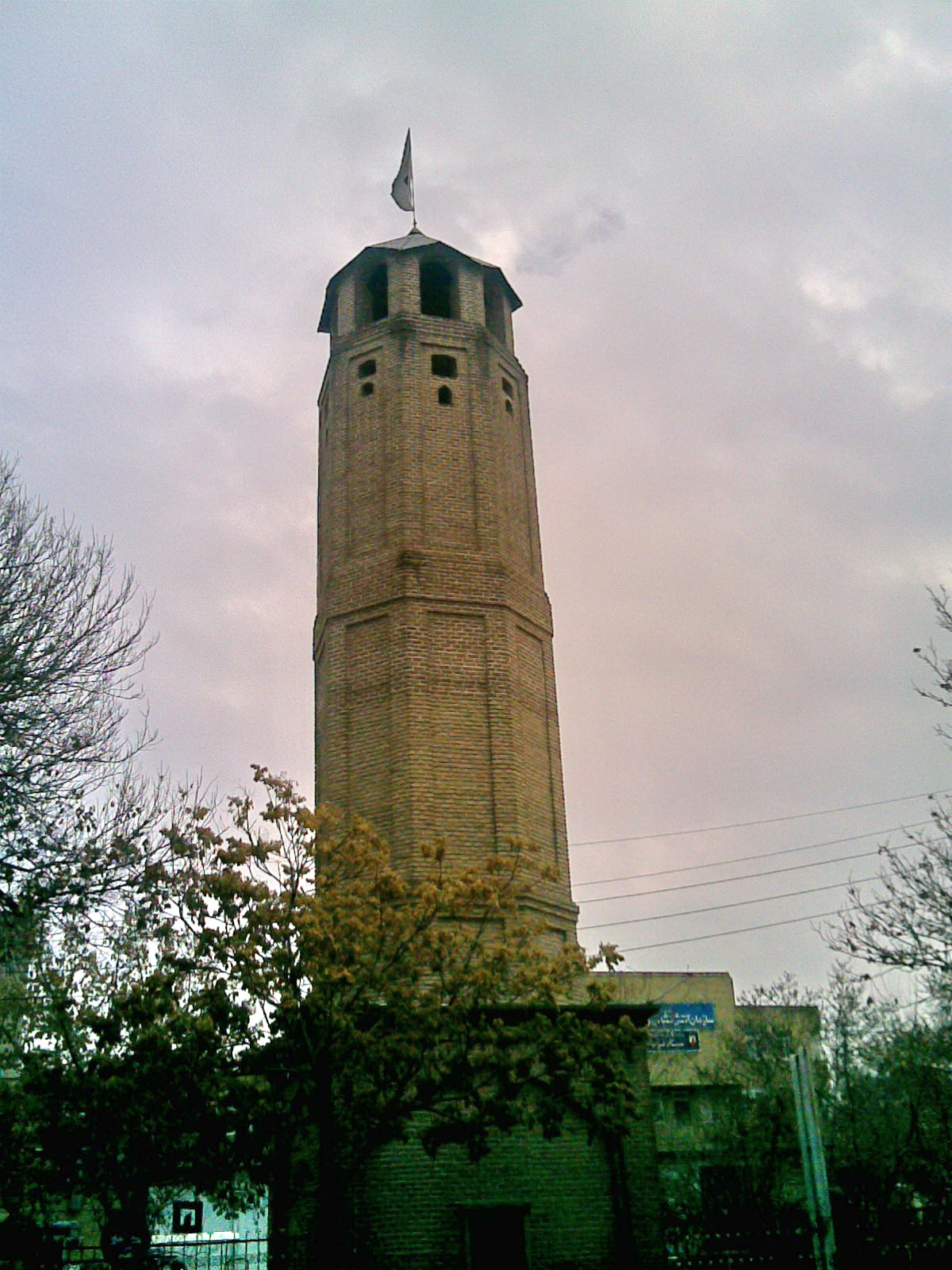
برج آتش‌نشانی تبریز (برج یانقین)
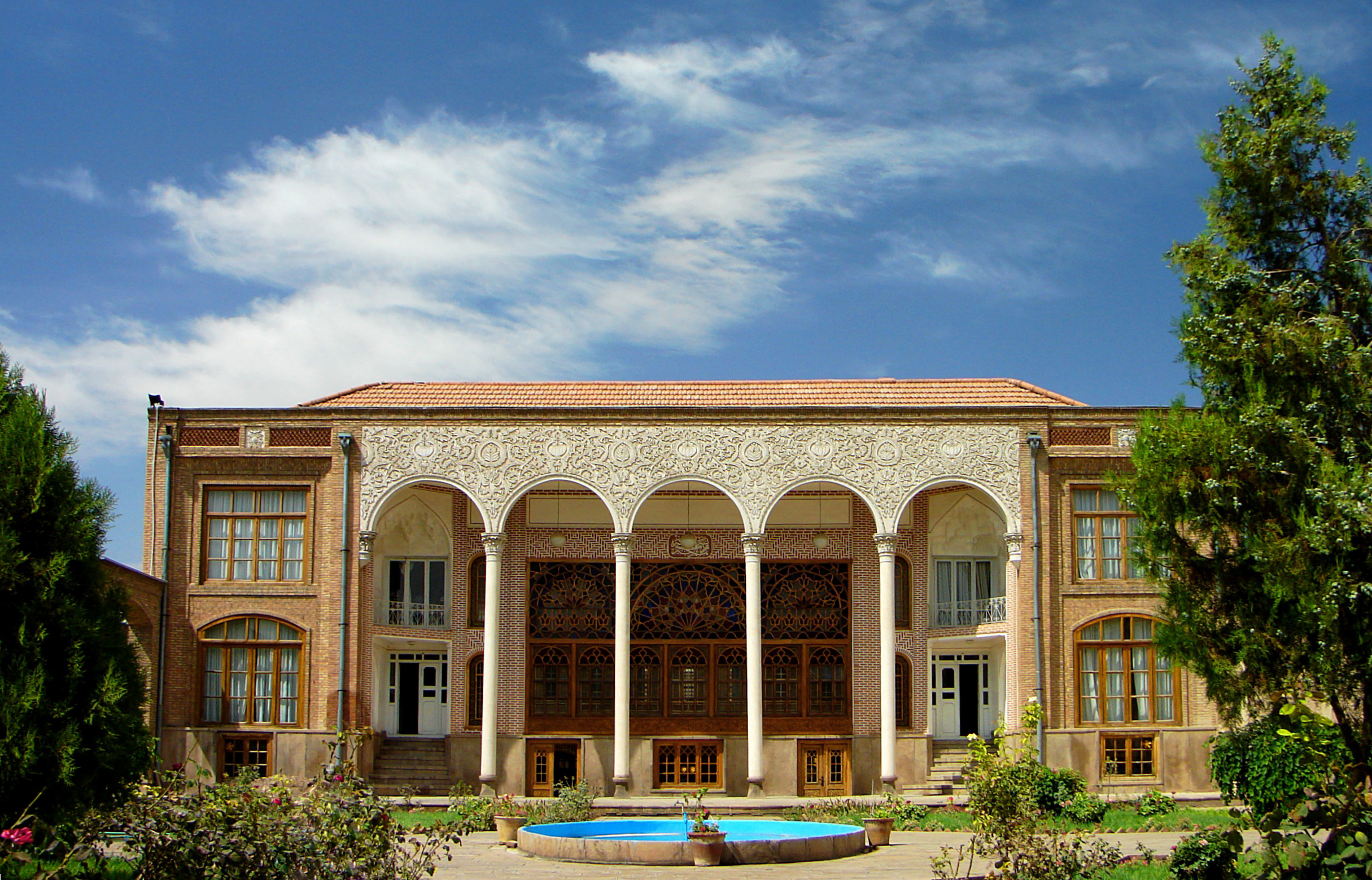
خانهٔ بهنام (دانشکدهٔ معماری و شهرسازی)
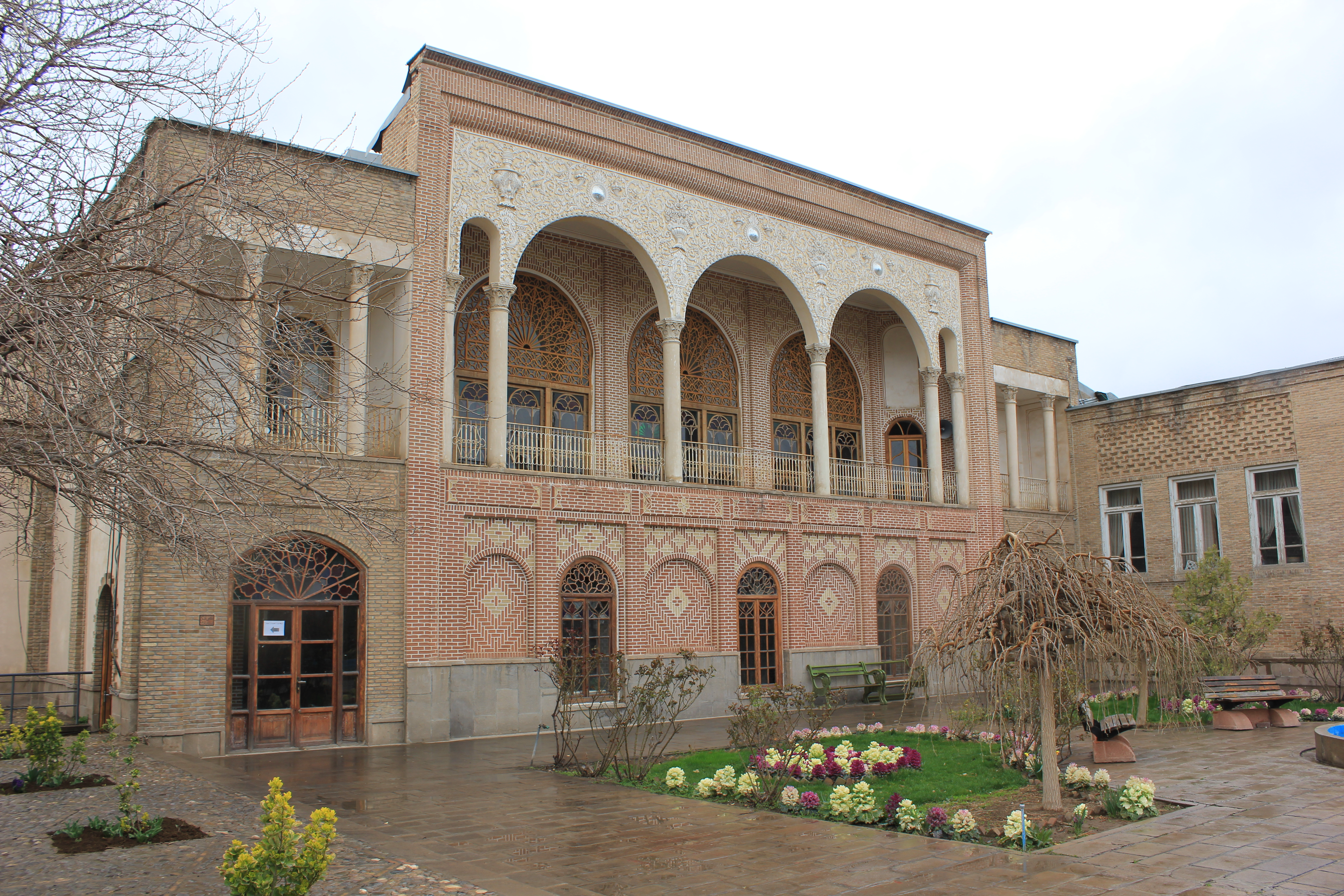
خانهٔ قدکی (دانشکدهٔ معماری و شهرسازی)
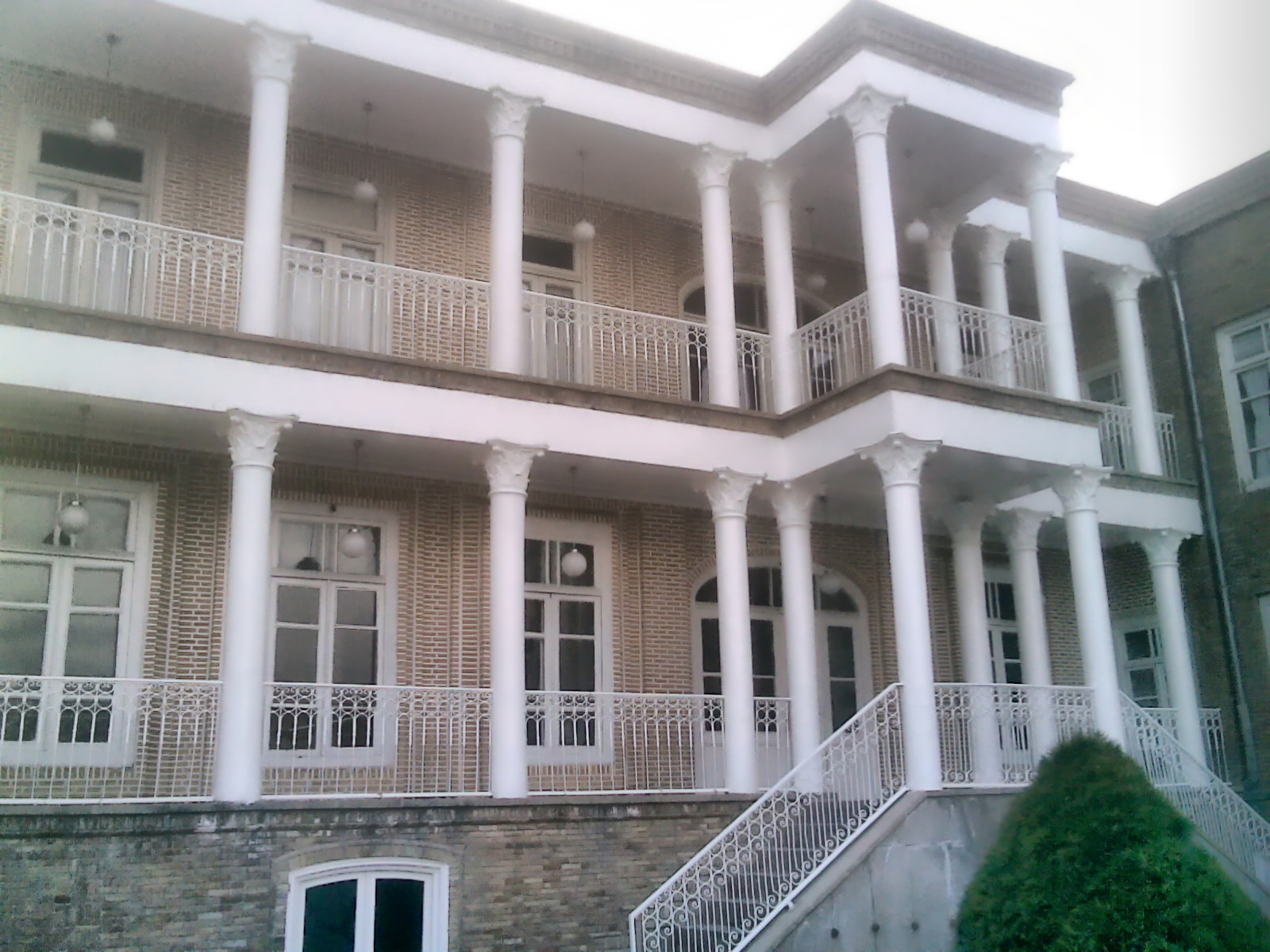
خانهٔ گنجه‌ای‌زاده (دانشکدهٔ معماری و شهرسازی)
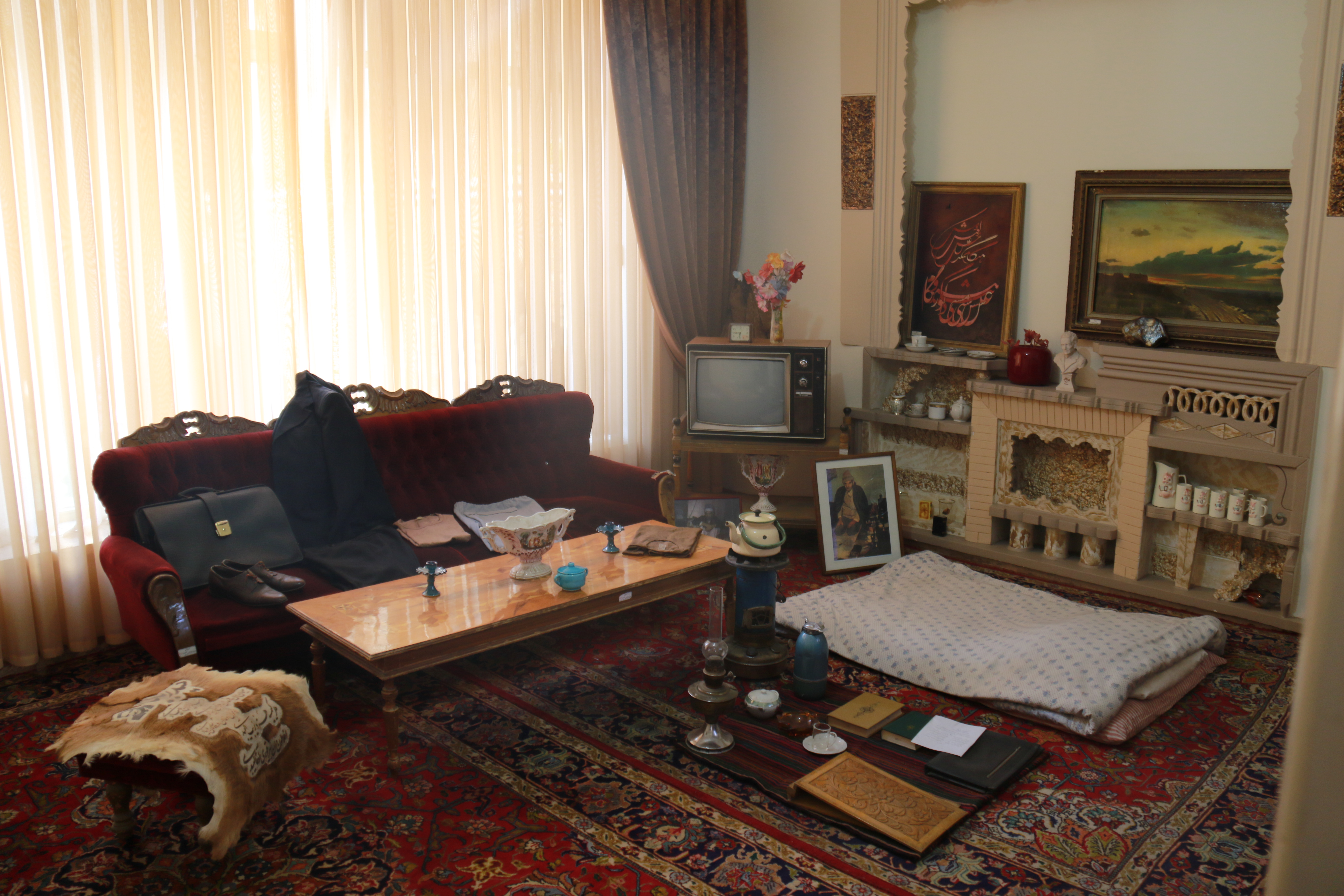
خانهٔ استاد شهریار
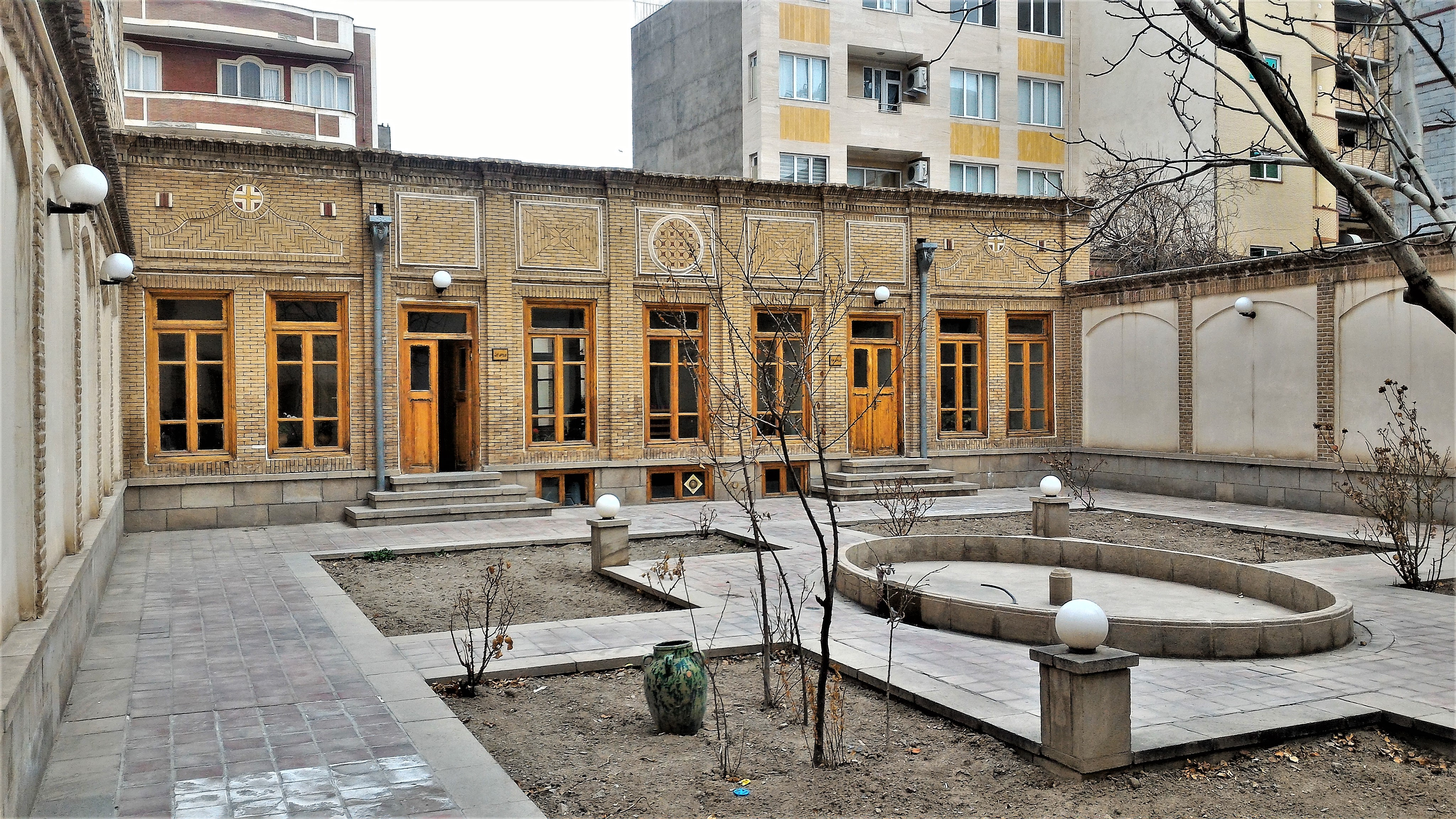
خانهٔ شیخ محمد خیابانی
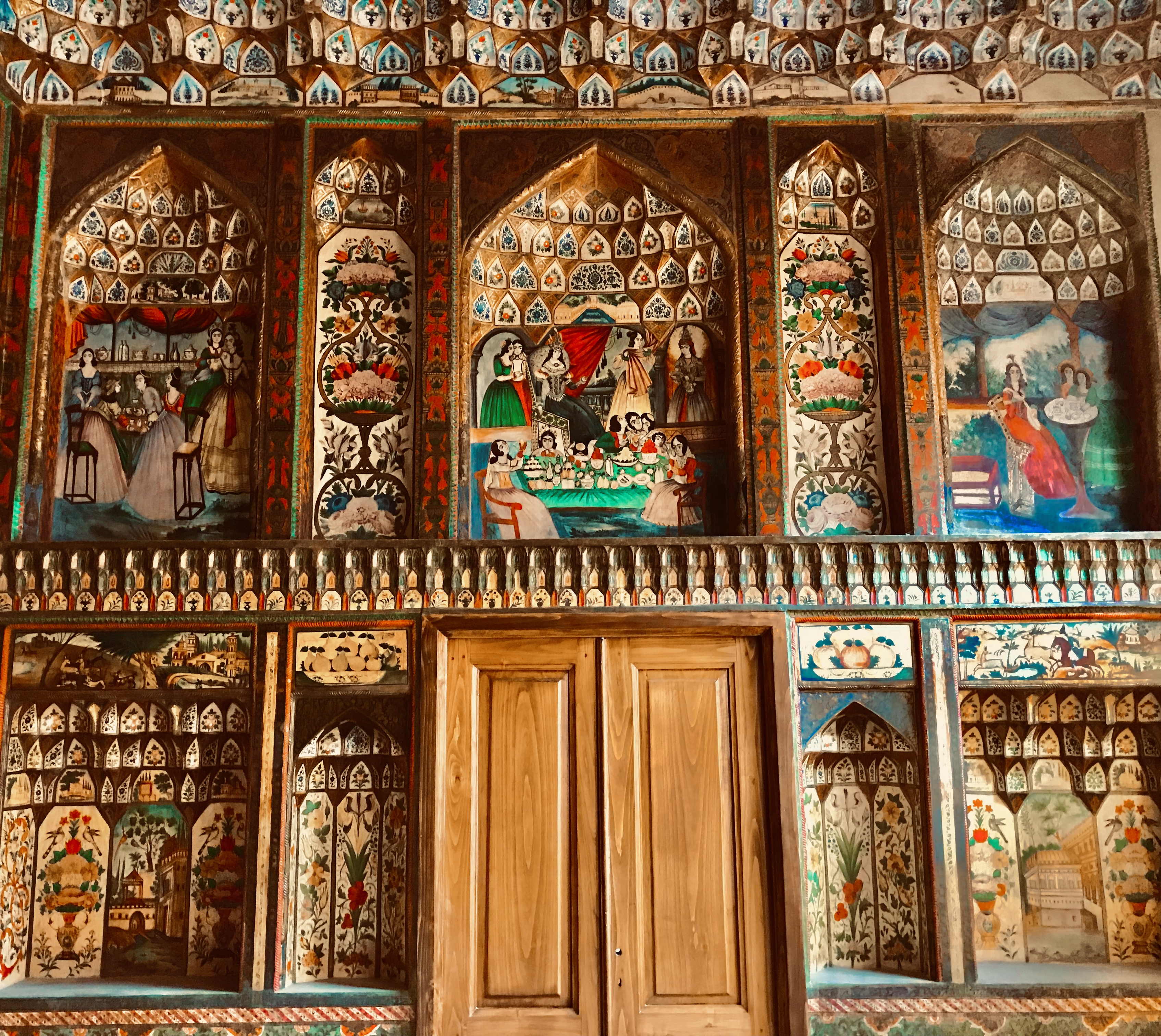
خانهٔ حریری
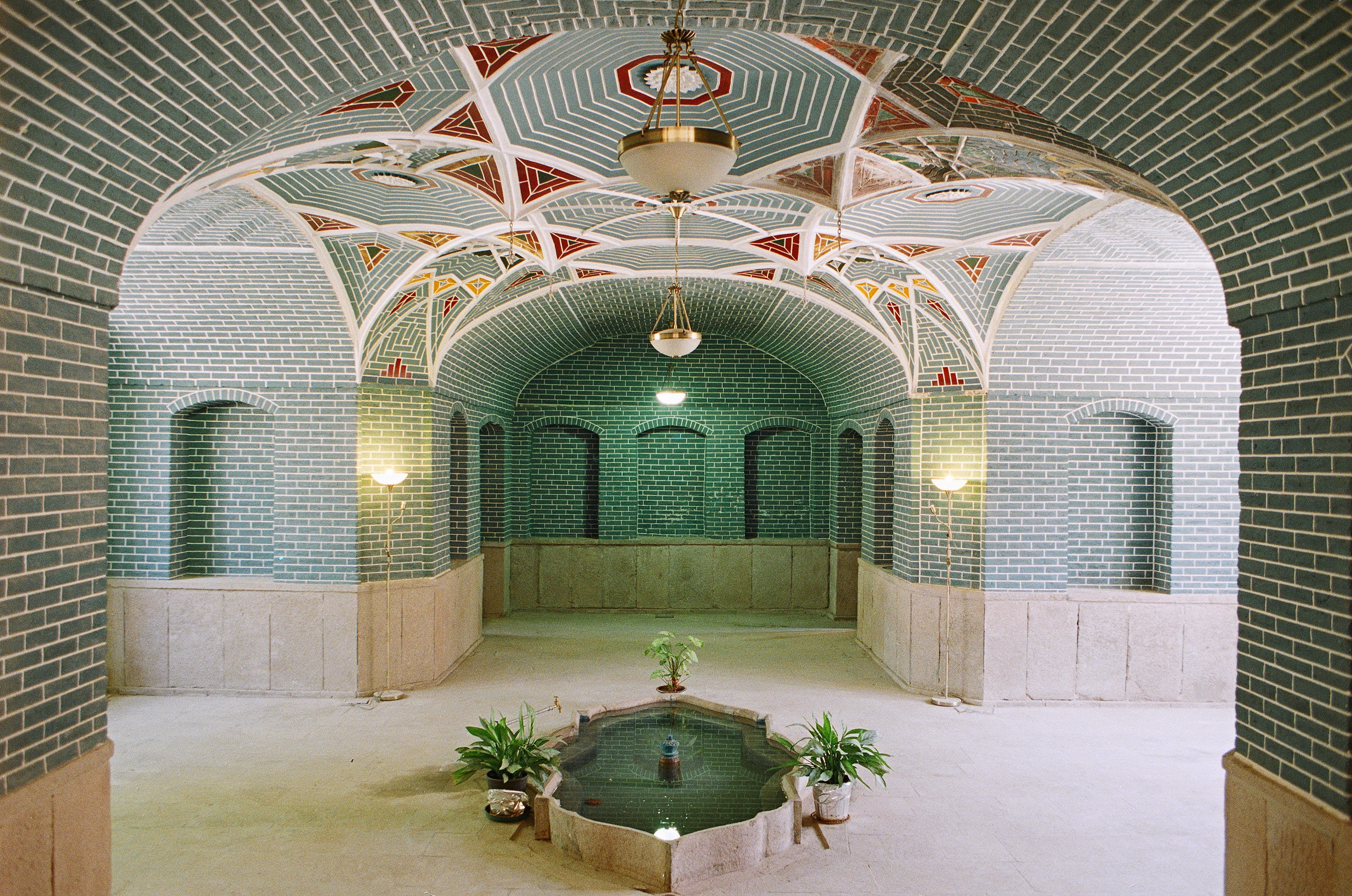
خانهٔ حیدرزاده
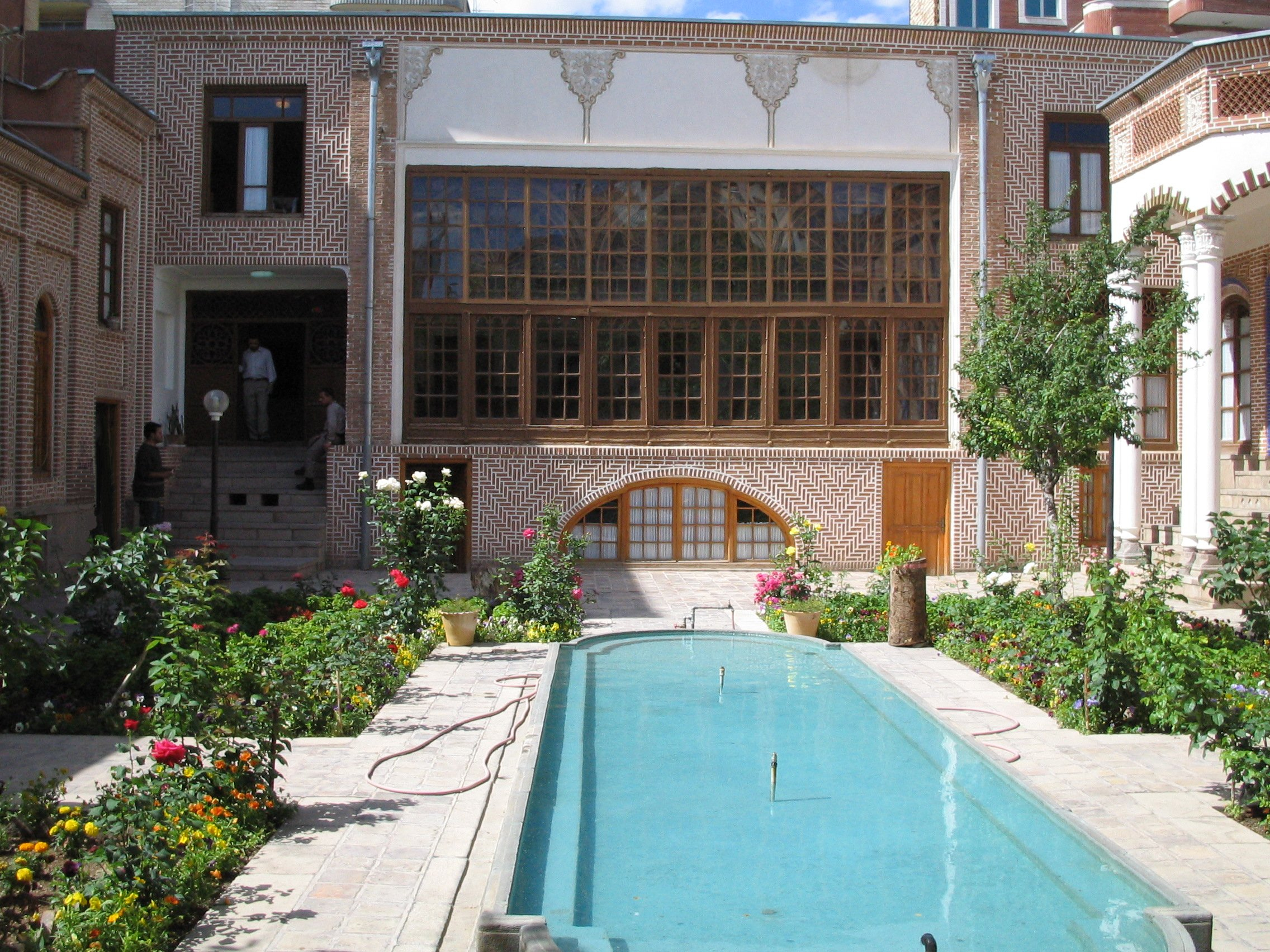
خانهٔ سلماسی (موزهٔ سنجش)
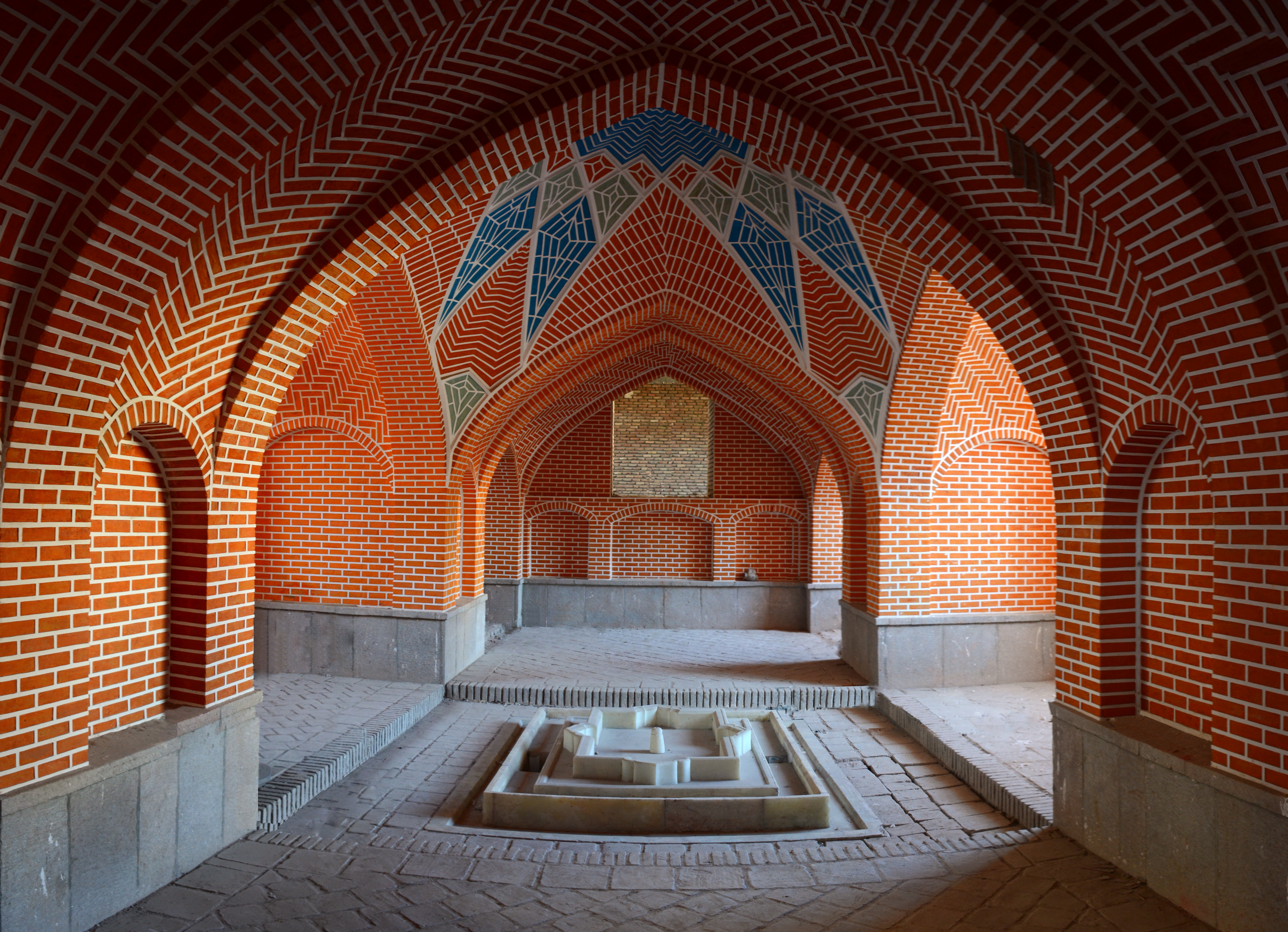
خانهٔ صدقیانی
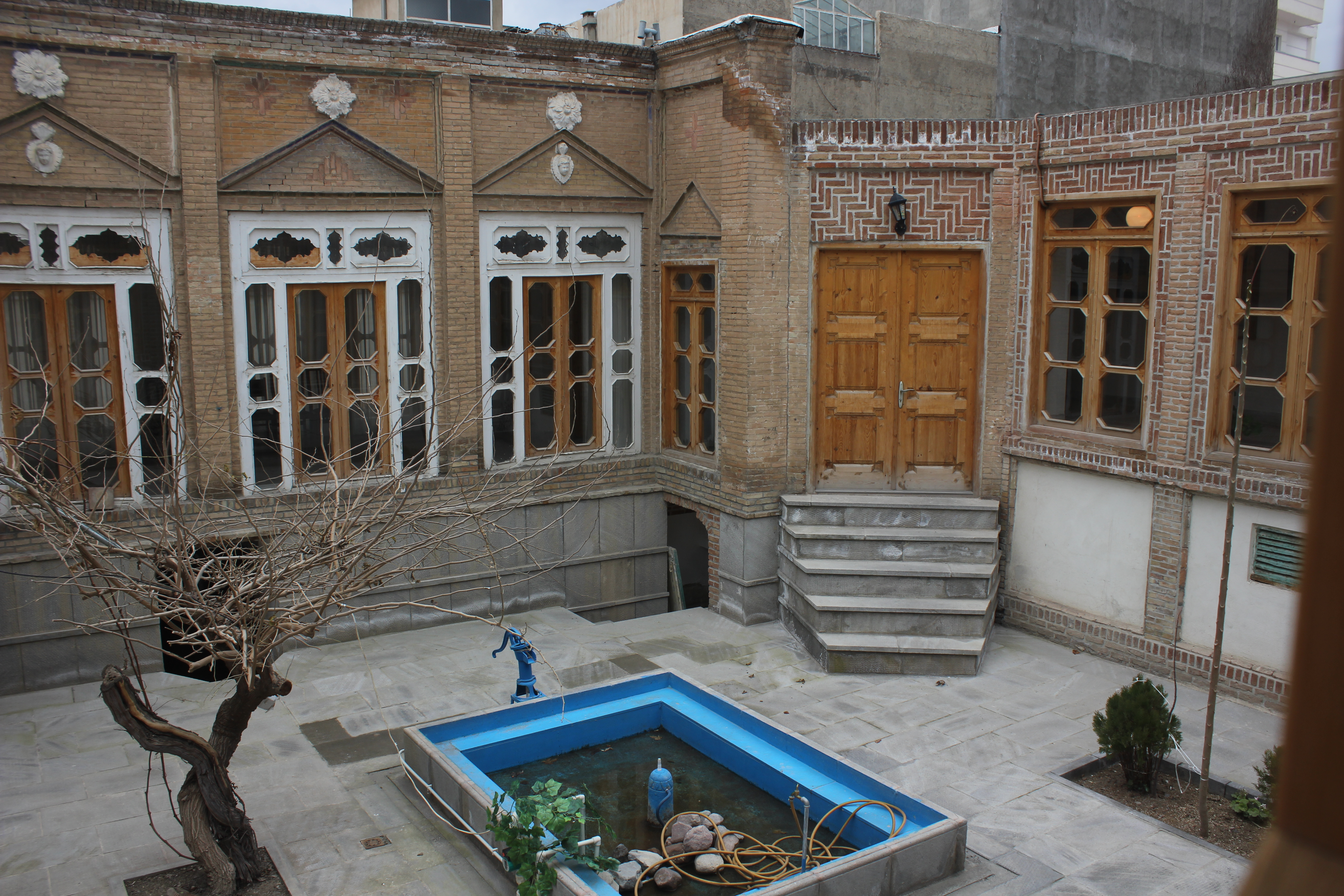
خانهٔ ختایی (خانهٔ هنرمندان)
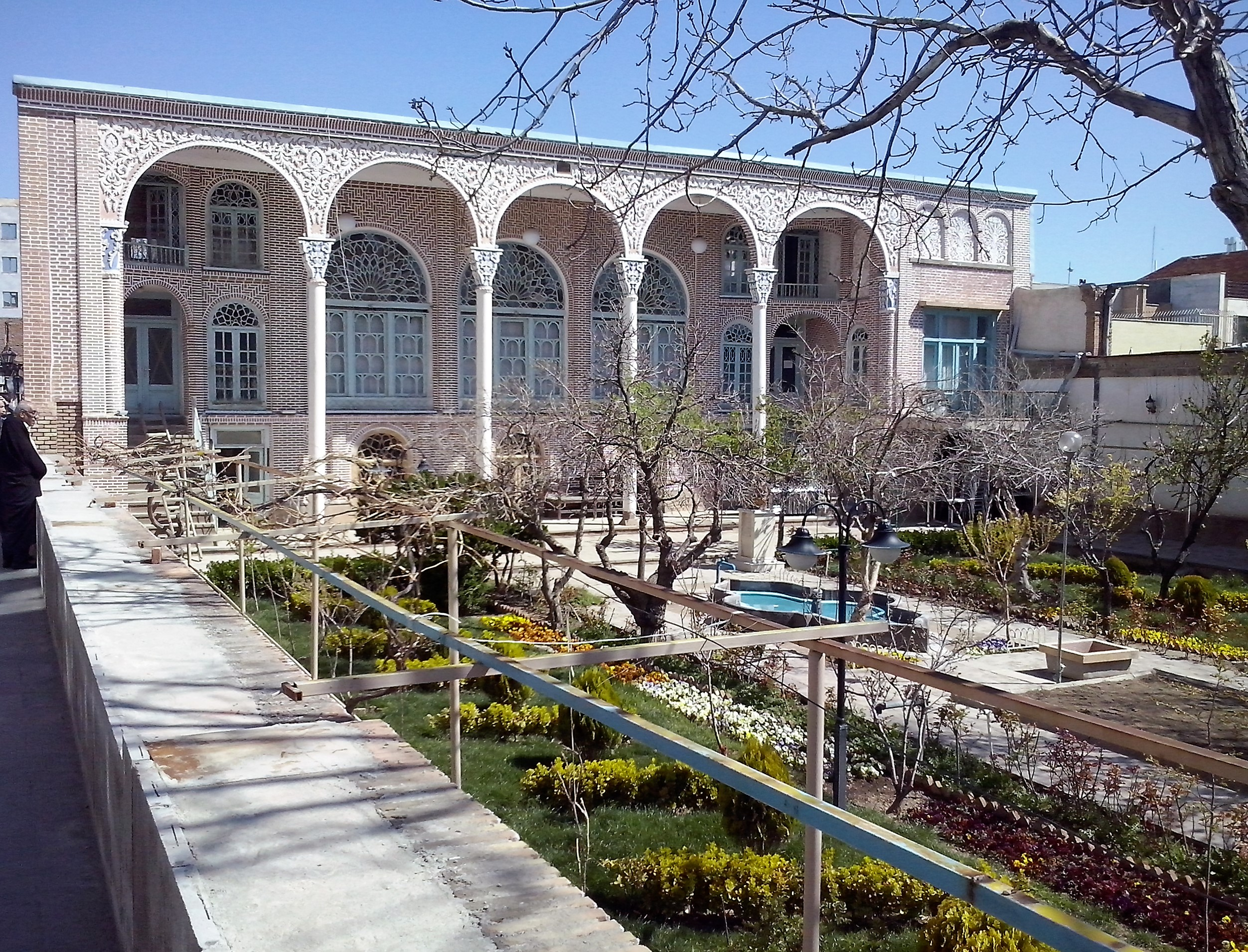
خانهٔ نیکدل
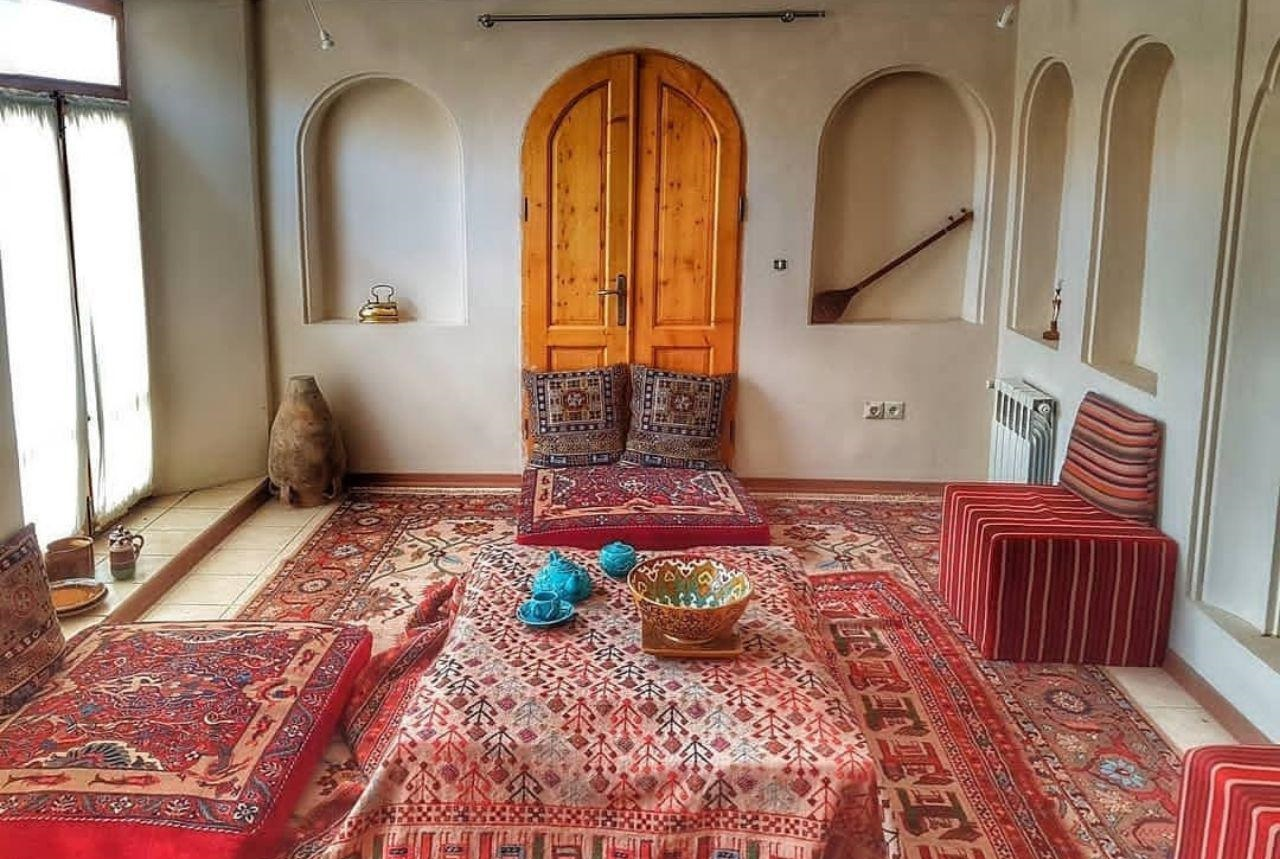
خانهٔ صلح‌جو